# Archäologisches Museum Thessaloniki

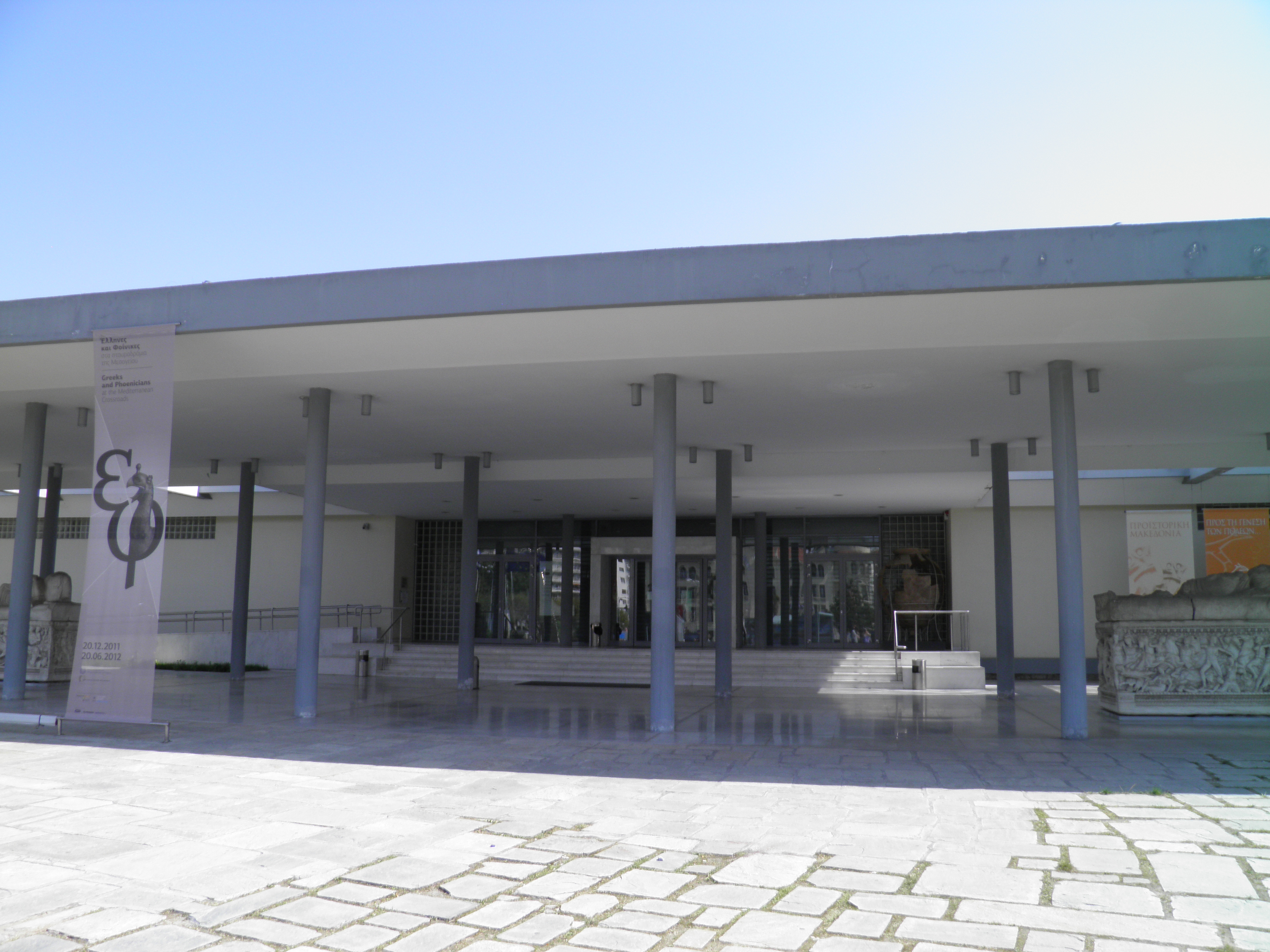
Eingang zum Museum

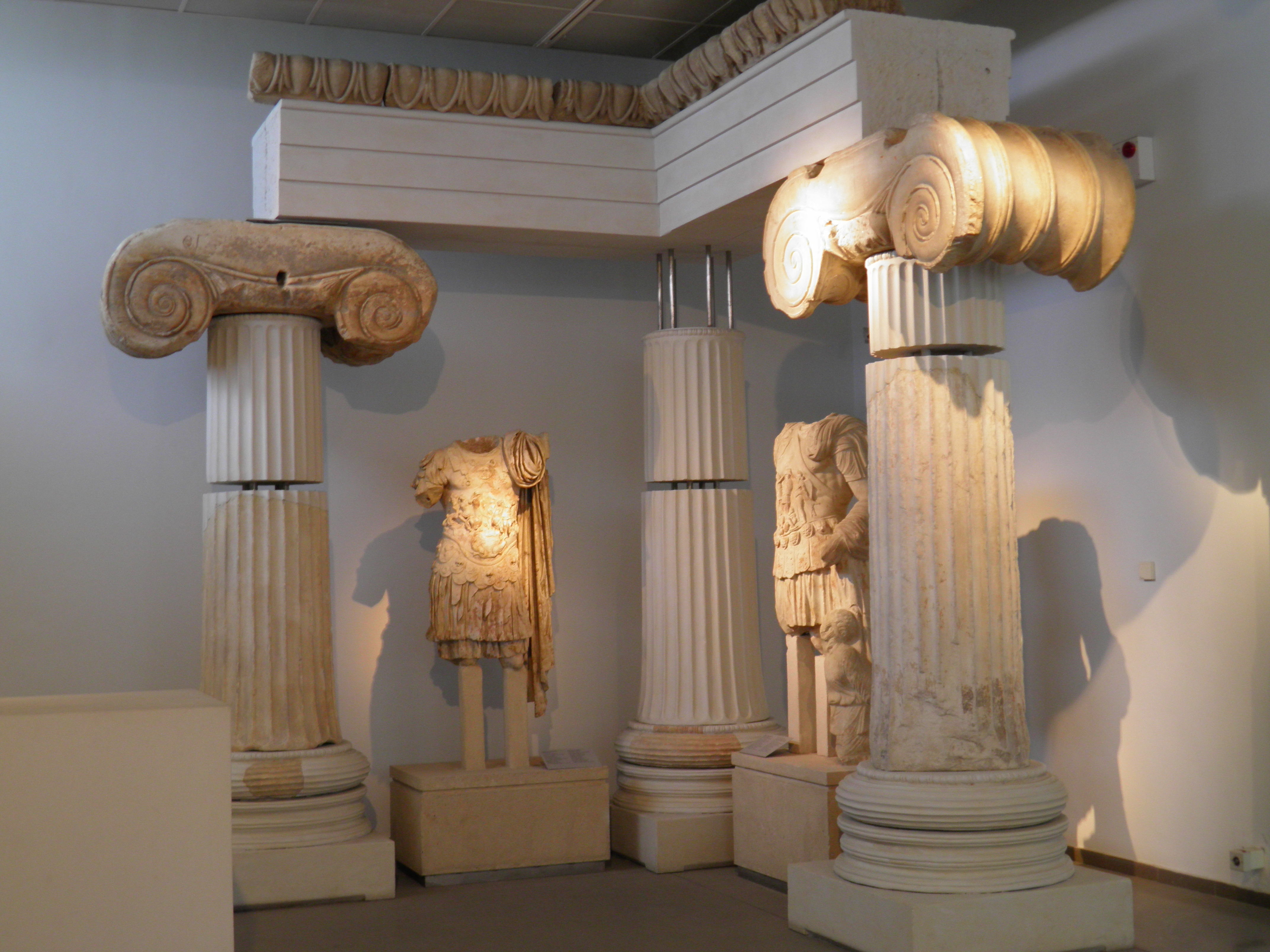
Blick in die Ausstellung

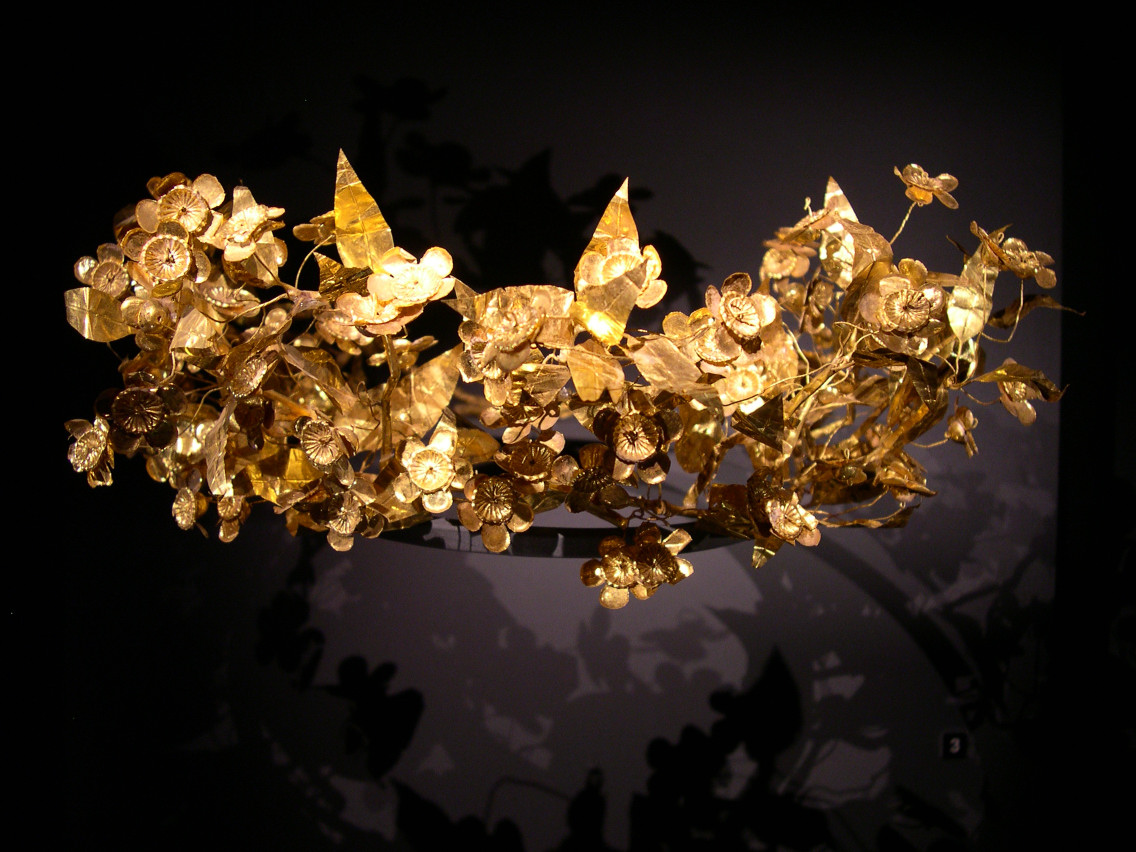
Die Goldfunde aus makedonischer Zeit gehören zu den wertvollsten Sammlungsstücken

Das Archäologische Museum Thessaloniki (griechisch Αρχαιολογικό Μουσείο Θεσσαλονίκης) stellt eine Sammlung archäologischer Fundstücke aus Thessaloniki und der Region Makedonien aus. Geschäftsführende Direktorin ist Angeliki Koukouvou.

## Lage
Das Museum liegt im Stadtzentrum westlich der Messehallen und nördlich des Rathauses an der Manoli-Andronikou-Straße. Es nimmt den gesamten Bereich zwischen Armeestraße (Leoforos Stratou), Manoli-Andronikou-Straße und der Straße des 3. September ein.

## Geschichte
Die Gründung des Museums geht auf das Jahr 1912 zurück, als die osmanische Stadt von den Griechen erobert wurde. Bis 1925 wurden alle antiken Funde der Region im Konak der Stadt und der Aristoteles-Universität aufbewahrt. Im Jahr 1925 bekam der archäologische Dienst der Stadt die Yeni Cami, die Moschee der Dönme, die den Türken zugerechnet wurden und die Stadt verlassen mussten. Die Moschee wurde das erste Museum von Thessaloniki und ist bis heute Ort für temporäre Ausstellungen. Während des Zweiten Weltkrieges wurden viele Exponate, insbesondere Statuen, vergraben, um sie vor der deutschen Besatzungsmacht zu verstecken. Erst 1951 grub man sie wieder aus und stellte sie 1953 erstmals im neuen archäologischen Museum aus.
Schon 1950 hatte man sich entschlossen, dem Museum einen Neubau zu widmen. Als Architekt wurde der Grieche Patroklos Karantinos auserkoren. 1962 wurde der Bau feierlich mit einer Ausstellung der Funde aus den Derveni-Gräbern eröffnet. Mit dem Fund der königlichen Gräber von Vergina erhielt das Museum weitere kostbare Schätze. Inzwischen war die Sammlung des Museums so gewachsen, dass Anfang der 1980er Jahre ein Anbau nötig wurde. 1982 musste die Ausstellung für die Funde des Friedhofs von Sindos erweitert werden. 1985 organisierte das Museum zur 2300-Jahr-Feier der Gründung von Thessaloniki eine erste Ausstellung zur Geschichte und Archäologie der Stadt. Die Funde aus Vergina, zu denen unter anderem das Grab Philipps II., des Vaters von Alexander dem Großen, gehörte, wurden 1997 in das neu errichtete Museum in Vergina verlegt.
2002 wurde das Archäologische Museum durch einen Erlass des Präsidenten dem Ministerium für Kultur direkt unterstellt. Gleichzeitig wurde das Gebäude bis 2004 umfassend renoviert und erweitert. Im September 2006 wurde das Museum mit fünf neuen thematisch gegliederten Ausstellungen neu eröffnet. Die Ausstellung beleuchtet nun die Geschichte Thessalonikis und Makedoniens von prähistorischer Zeit bis zur Spätantike.
Seit 2017 zeigt das Museum auch Gipsabgüsse der vier Säulen Las Incantadas eines Portikus, der sich direkt neben dem Römischen Forum in Thessaloniki befand. Die Originale werden seit 1865 im Louvre gezeigt.

## Gebäude
Das Museumsgebäude wurde in den späten 1950er Jahren begonnen und 1962 eröffnet. Die Pläne stammten von dem renommierten griechischen Architekten Patroklos Karantinos. Seit 2003 steht der Gebäudekomplex als Beispiel für die moderne Architektur Griechenlands unter Denkmalschutz. Das Gebäude wurde mehrfach umgebaut, modernisiert und ergänzt. Der zentrale Gebäudekomplex wurde quadratisch um ein Atrium errichtet. Das Flachdach wird von schmalen Rundsäulen gestützt. Dem Gebäude vorgelagert ist ein weit ausladendes Schutzdach. Zum Innenhof ist die Fassade weitgehend verglast. 1980 erhielt der Bau durch den Architekten Alexandros Vogiatzis leichte Veränderungen und Anbauten. In den 2000er Jahren wurde das Gebäude erneut verändert. Das Äußere ließ Architekt Nikos Fyntikakis unangetastet, das Innere wurde modernisiert und umgebaut.

## Sammlung und Ausstellungen
Die Sammlung des Hauses umfasst überwiegend Fundstücke aus Thessaloniki und der Region Makedonien. Zu den bedeutendsten Exponaten gehören die Funde der Gräber von Sindos, Agia Paraskevi, Nea Filadelfia, Makrygialos, Derveni, Lete, Serres und Evropos. Zu den ältesten Funden gehören Artefakte der neolithischen und der frühen und späten Bronzezeit. Zum Kern der Sammlung gehören außerdem Plastiken der Archaik und der römischen Zeit. Zu sehen sind außerdem Teile eines ionischen Tempels aus dem 6. Jahrhundert vor Christus, außerdem Teile des Palastes des Galerius und eine Rekonstruktion der Fassade eines makedonischen Grabes in Agia Paraskevi mit Originalstücken, sowie Goldfunde der klassischen und der archaischen Perioden aus Gräbern in Sindos.
Inzwischen besitzt das Museum sieben thematische Ausstellungsabschnitte: Das prähistorische Makedonien, Auf dem Weg zu Städten (frühe Siedlungsgründungen der Eisenzeit), Makedonien von 700 v. Chr. bis in die Spätantike, Thessaloniki – Makedoniens Hauptstadt, Das Gold von Makedonien, Makedonien – von Fragmenten zu Pixeln (interaktive Ausstellung), eine Open-Air-Ausstellung zu Häusern und Gräbern in Thessaloniki und Gedächtnis in Stein (Ausstellung unter freiem Himmel zu Statuen aus der Zeit zwischen dem 1. und dem 7. Jahrhundert nach Christus).
Zusätzlich zeigt das Museum Wechselausstellungen.